# Friedrich Moritz (Bürgermeister)

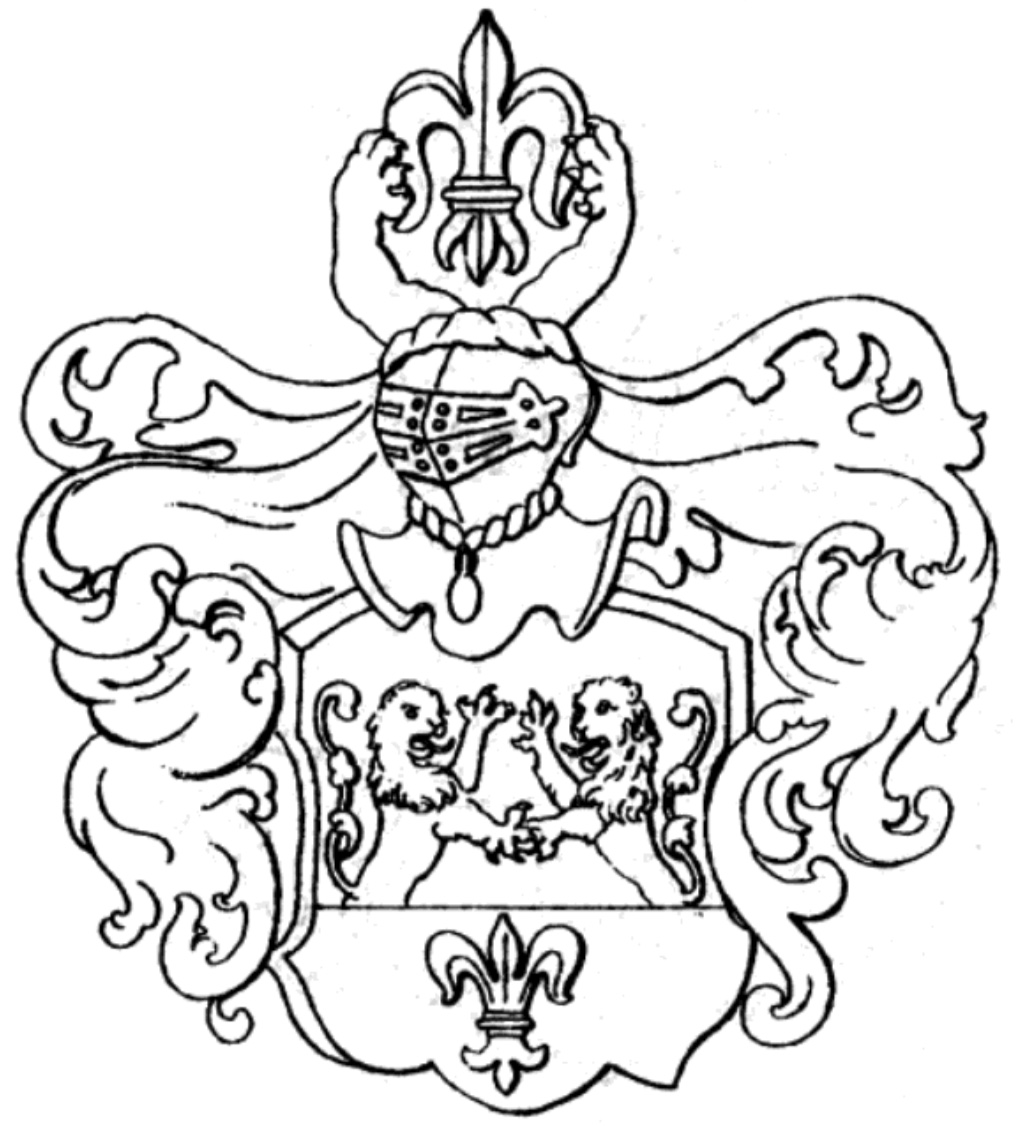
Wappen von Friedrich Moritz, 1618

Friedrich Moritz (* im 16. Jahrhundert; † zwischen 1631 und 1651) war im 17. Jahrhundert Bürgermeister der Stadt Magdeburg.

## Leben
Moritz wurde als Sohn seines gleichnamigen Vaters geboren. Er wurde erstmalig im Jahr 1618 Bürgermeister in Magdeburg. Auch in den Jahren 1621, 1624 und 1627 bekleidete er das Amt. Durch eine Veränderung der städtischen Verfassung im Jahr 1630 wurde er aus dem Rat verdrängt.
1631 war Friedrich Moritz Besitzer des Hauses Zum Roßmarienstock in der Ulrichstraße. 1651 gehörte das Grundstück bereits seinen Erben.
In seiner Amtszeit im Jahr 1618 wurde auch die Magdeburger Stadtschule umgebaut. Am damals neu errichteten Schulgebäude wurde das Wappen der Stadt Magdeburg nebst den Wappen der beiden damals regierenden Bürgermeister angebracht. Das Schulgebäude wurde bei der Zerstörung der Stadt Magdeburg im Jahr 1631 zerstört. Beim Neubau der Lutherschule in der Dreiengelstraße im Jahr 1882 wurde der aus zwei Stücken bestehende alte Wappenstein mit dem Wappen von Friedrich Moritz wiedergefunden. Er gelangte dann in den Besitz der Stadtbibliothek und wurde später links neben dem Eingang des Rathauses Magdeburg in die Außenmauer eingefügt. Nach dem Zweiten Weltkrieg ging der Stein jedoch verloren.